# تاکسیرانی شیراز
سازمان تاکسیرانی شیراز بخش بزرگی از حمل و نقل مسافران درون‌شهری این شهر را برعهده دارد. این رقم براساس سهم سفر در شهر شیراز ۱٬۸۴ و جمعیت ۱٬۲ میلیون نفری نزدیک به ۴۰ درصد از سفرهای درون‌شهری را عهده‌دار می‌باشد.
انواع مختلف تاکسی که در شیراز فعال می‌باشند عبارتند از: تاکسی درون‌شهری (زرد، سبز و سفید)، تاکسی موقت، تاکسی تلفنی، تاکسی سرویس مدارس، تاکسی فرودگاه، تاکسی ترمینال، تاکسی خطوط ویژه و تاکسی بی‌سیم. البته سواری‌های مسافربر شخصی نیز اقدام به جابه‌جایی مسافر می‌کنند که به‌دلیل استفاده از سهمیهٔ سوخت مربوط، بخش بزرگی از آن‌ها شناسایی شده و تحت نظارت سازمان تاکسیرانی قرار گرفته‌اند.

## تعداد تاکسی‌ها
سازمان تاکسیرانی شیراز دارای بیش از ۱۲٬۰۰۰ تاکسی از انواع مختلف می‌باشد که از این تعداد ۵۶۰۰ دستگاه تاکسی گردشی، ۱۴۰۰ دستگاه تاکسی موقت، ۳۰۵۰ دستگاه تاکسی تلفنی و ۳۵۰۰ دستگاه سرویس مدارس هستند.

## فعالیت‌های سازمان
از جمله فعالیت‌های سازمان که بیشتر ستادی و اجرایی می‌باشد می‌توان موارد زیر را ذکر کرد:

۱. صدور پروانه که شامل صدور و تمدید انواع پروانه مربوط به انواع تاکسیها، نقل و انتقال و صدور انواع استعلام می‌باشد. ۲. نوسازی ناوگان ۳. آموزش رانندگان ۴. اجرای اتوماسیون اداری با تهیه نرم‌افزار تاکسیرانی، نرم‌افزار سرویس مدارس و ساماندهی سواریهای شخصی

### فارسی
- «سازمان مدیریت ونظارت تاکسیرانی شیراز». سازمان مدیریت ونظارت بر تاکسیرانی شهرداری شیراز. دریافت‌شده در ۱۳ مه ۲۰۰۹.